# Colline Shari
Colline Shari est une localité située dans la province de Bubanza, au nord-ouest du Burundi. Elle fait partie des nombreuses collines qui façonnent le paysage rural du pays. Principalement connue pour son rôle dans l’agriculture et la vie communautaire, Shari est représentative des défis et des opportunités rencontrés par les localités rurales du Burundi.

## Géographie
La Colline Shari se trouve dans une région caractérisée par un relief vallonné typique du Burundi. Elle bénéficie d’un climat tropical de savane, marqué par une alternance entre saisons des pluies et périodes de sécheresse. Ce climat joue un rôle crucial dans les activités agricoles locales, principale source de subsistance pour les habitants.
La colline est entourée de villages voisins qui partagent des relations sociales et économiques étroites, formant un réseau rural interconnecté. 
Elle est située dans le nord-ouest du Burundi, à proximité des principales routes reliant Bubanza aux provinces voisines.

## Population et économie
La population de la colline Shari est majoritairement rurale et dépend de l’agriculture et de l’élevage pour vivre. Les principales cultures incluent :
- Le manioc,
- Le maïs,
- Les haricots,
- Les bananes.

L’élevage de bovins, de caprins et de volailles constitue également une activité économique importante, fournissant des revenus supplémentaires et une sécurité alimentaire.

## Culture et vie sociale
La vie sociale à la colline Shari est caractérisée par une forte solidarité communautaire. Les habitants participent régulièrement à des activités collectives telles que le travail communautaire (ibikorwa rusangi), ainsi qu’à des événements traditionnels et religieux.
En matière d’éducation, la colline Shari dispose d’écoles primaires et secondaires qui jouent un rôle clé dans la formation des jeunes générations. Cependant, les infrastructures éducatives restent parfois limitées.

## Environnement et défis

### Défis principaux
Comme de nombreuses localités rurales au Burundi, la colline Shari fait face à plusieurs défis environnementaux et socio-économiques, notamment :
- La déforestation : causée par l’exploitation du bois de chauffage et l’agriculture sur brûlis.
- L’érosion des sols : un problème fréquent dans les régions vallonnées, affectant la fertilité des terres agricoles.
- L’accès limité aux infrastructures : en particulier dans les domaines de la santé et de l’éducation.

### Initiatives locales
Des efforts sont déployés pour remédier à ces problèmes. Des projets de reforestation et de conservation des sols, souvent menés par des organisations locales comme Greening Burundi et des autorités provinciales, visent à préserver l’environnement et à soutenir l’agriculture durable.

## Importance régionale
La colline Shari illustre les dynamiques sociales, économiques et environnementales qui caractérisent les zones rurales du Burundi. Elle joue un rôle essentiel dans la subsistance des populations locales et représente un microcosme des efforts de développement durable entrepris dans la province de Bubanza.